# Московская центральная художественная школа
Московская центральная художественная школа при Российской академии художеств (МЦХШ при РАХ) — федеральное государственное бюджетное профессиональное образовательное учреждение повышенного уровня для одарённых в изобразительном искусстве детей и подростков России. Находится в Москве.
По указу Президента РФ Бориса Ельцина № 1487 от 30 ноября 1992 года МАХЛ РАХ причислен к «особо ценным объектам культурного наследия народов России» в системе Российской академии художеств. С 2014 года принадлежит Министерству культуры.

## История
Школа была образована в 1939 году постановлением Совнаркома. Тогда образовательное учреждение носило название «Московская средняя художественная школа» (МСХШ). Инициаторами создания школы стали известные деятели русской культуры И. Э. Грабарь, П. П. Кончаловский, Д. С. Моор, С. В. Герасимов, К. Ф. Юон и другие.
В 1951 году по распоряжению Совета министров СССР школа была передана в ведение Комитета по делам искусств СССР. Приказом Комитета от 1951 года МСХШ была передана в ведение Академии художеств СССР, став базовой школой Московского государственного художественного института им. В. И. Сурикова (ныне Московский государственный академический художественный институт имени В. И. Сурикова).
В 1992 году МСХШ переименована в МАХЛ РАХ.
В 2018 году МАХЛ РАХ был переименован в Московскую центральную художественную школу при Российской академии художеств (МЦХШ при РАХ).

## Современность
Имеются отделения живописи, скульптуры, архитектуры и графики. Живопись разделяется на 1-ю мастерскую и 2-ю. Иногородние учащиеся проживают в интернате. В выставочном комплексе лицея регулярно проходят выставки известных художников, в том числе и преподавателей лицея.
Школа расположена по адресу: Крымский Вал, дом 8. Общая площадь помещений школы — 15 000 м². Комплекс зданий школы построен в 1980-х годах по проекту архитектора В. Г. Тальковского.
Набор осуществляется в 5-й класс лицея. Для поступления необходимо пройти вступительные экзамены по композиции, рисунку, живописи или скульптуре. Также есть платные отделения «Лицей в Лицее», «Подготовка к школе» и другие специальные курсы блока дополнительного образования, которые также развивают способности учеников разных возрастов.
В МЦХШ учатся дети известных артистов, среди которых внук лидера группы «Алиса» Константина Кинчева, дочь заслуженного артиста России Дмитрия Четвергова, дочь актера Муслима Товбулатова.

## Известные выпускники
См. Категория:Выпускники Московского академического художественного лицея